# Ospedale San Gallicano
L'ospedale di Santa Maria e San Gallicano, più comunemente conosciuto come San Gallicano, è un edificio edificato a Roma tra il finale del 1724 e il 1726 nell'occasione dell'anno giubilare del 1725.

## Storia
La struttura fu commissionata nel 1724 da papa Benedetto XIII (1724-1730), salito al soglio pontificio nello stesso anno, e costituisce l'ultimo dei cinque ospedali storici di Roma. Il progetto dell'ospedale fu affidato prima a Lorenzo Possenti (in seguito inquadrato nel ruolo di tecnico e direttore dei lavori) e successivamente all'architetto Filippo Raguzzini (1680-1771), che portò a termine il progetto con l'incarico di costruire una struttura ospedaliera nell'area già parzialmente edificata del rione XIII di Trastevere.
I lavori procedettero speditamente; la prima pietra fu posata il 14 marzo 1725, mentre la chiesa fu consacrata da Benedetto XIII il 6 ottobre 1726, come risulta nella lapide murata all'interno della chiesa stessa e come testimoniato dal diario di don Emilio Lami, anche se in realtà l'apertura effettiva ai malati avvenne due giorni dopo, in data 8 ottobre.
Nello stesso giorno fu emanato il decreto di fondazione, con la bolla Bonus Ille, che esplicitava lo scopo e il funzionamento della struttura e nominava il cardinal Pier Marcellino Corradini protettore e don Lami priore. Vennero inoltre coniate medaglie commemorative e fu murata una lapide marmorea all'ingresso su piazza Romana, che attualmente si trova collocata nell'atrio a testimonianza della fondazione.

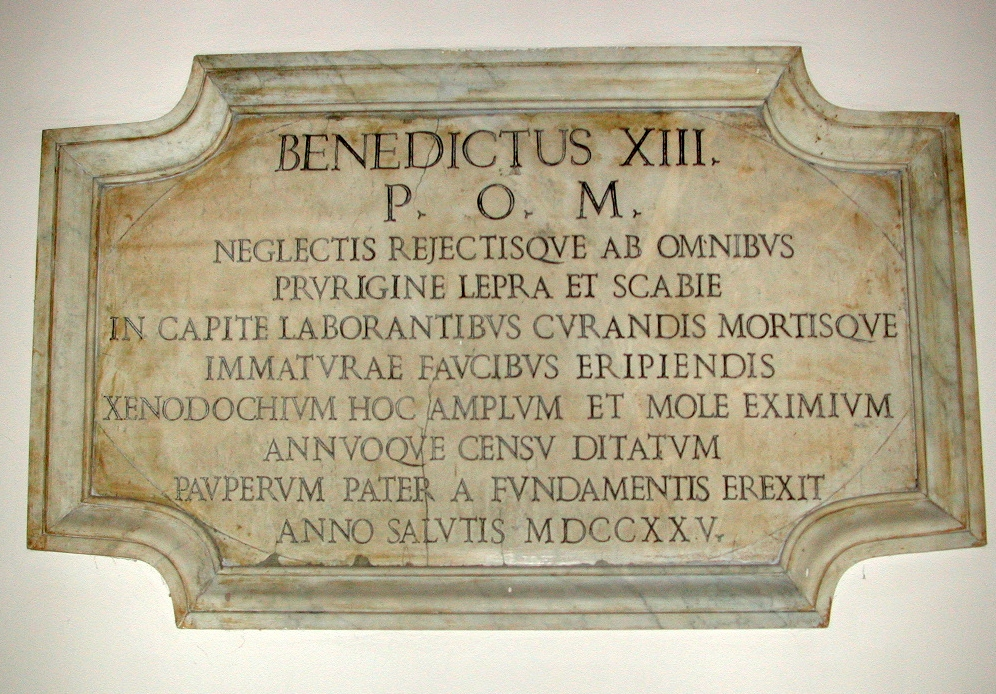
Lapide commemorativa della fondazione dell'ospedale

## La struttura
La struttura architettonica ha uno sviluppo fortemente longitudinale, con al centro il volume della chiesa che è il fulcro di due lunghe corsie, alte circa nove metri, alle cui estremità si trovano i volumi sporgenti dei servizi e delle abitazioni dei serventi. La funzione della chiesa, posta al centro delle corsie, era quella di divisione della lunga infermeria in due sottocorsie, una per uomini e una per donne.
Lo schema tipologico si inserisce, anche se con dimensioni generali particolarmente estese, nell'ambito della più generale tradizione ospedaliera romana che prevedeva corsie longitudinali e chiesa annessa. La vera novità tipologica è proprio il grande sviluppo longitudinale che implica la necessità di articolare e caratterizzare i prospetti esterni, e in particolare il prospetto su vicolo delle Fratte nel quale, a partire dalla facciata convessa della chiesa, si concentrano tutti gli elementi decorativi, rispetto ai prospetti laterali.
Tra le strutture dell'ospedale, si annovera anche una spezieria e un teatro anatomico costruito nel 1826 da Leone XII.
Sono autorevoli (Argan) le fonti che indicano il San Gallicano come un caso esemplare nel campo dell'evoluzione dell'ingegneria sanitaria, tanto da essere considerato il migliore del genere nell'Europa di quegli anni. Nel 1932 l’ISG e l’Istituto Regina Elena (IRE) vennero accorpati sotto un unico ente amministrativo, gli "Istituti Fisioterapici Ospitalieri" (IFO). Con il passare degli anni la struttura storica di Trastevere venne abbandonata dal tradizionale istituto pubblico.
Attualmente è sede della Comunità di Sant'Egidio e dell'INMP, ente pubblico del servizio sanitario nazionale, istituito nel 2007 per fronteggiare le sfide socio-sanitarie poste dalle popolazioni più vulnerabili e vigilato dal Ministero della salute.